# Li Kronvall
Li Gretchen Kronvall, född 23 januari 1915 i Örebro, död 26 februari 2009 i Johannebergs församling i Göteborg, var en svensk målare.
Kronvall studerade konst i Göteborg, Paris, Italien och i södra Frankrike. Hennes konst består av landskap i mjuk kolorit huvudsakligen utförda i olja. Hon är gravsatt i minneslunden på Stampens kyrkogård i Göteborg.